# 17 tháng 1
Ngày 17 tháng 1 là ngày thứ 17 trong lịch Gregory. Còn 348 ngày trong năm (349 ngày trong năm nhuận).

## Sự kiện
- 395 – Hoàng đế Theodosius I qua đời tại Milano, Đế quốc La Mã bị tái phân chia thành nửa đông và nửa tây. Đế quốc Đông La Mã có trung tâm là Constantinopolis dưới sự cai quản của Arcadius- con của Theodosius, và Đế quốc Tây La Mã tại Mediolanum dưới quyền Honorius khi đó mới 10 tuổi- em của Theodosius.
- 1258 – Chiến tranh Nguyên Mông-Đại Việt lần 1: Quân Mông Cổ giao chiến với quân Đại Việt tại Bình Lệ Nguyên, kết quả quân Đại Việt buộc phải rút lui, tức 12 tháng 12 năm Đinh Tỵ.
- 1377 – Giáo hoàng Gregory XI về tới Roma sau 4 tháng đường trường khó khăn và gian nan, chấm dứt cuộc lưu đày 70 năm.
- 1595 – Henry IV của Pháp tuyên bố chiến tranh với Tây Ban Nha.
- 1773 – Thuyền trưởng James Cook và các thủy thủ của ông trở thành những người châu Âu đầu tiên đi thuyền xuống bên dưới Vòng Nam Cực.
- 1871 – Chiến tranh Pháp-Phổ: Trận sông Lisaine kết thúc với thắng lợi của quân Phổ.
- 1899 – Hoa Kỳ sáp nhập Đảo Wake tại Thái Bình Dương.
- 1913 – Raymond Poincaré đắc cử Tổng thống Pháp.
- 1917 – Hoa Kỳ trả cho Đan Mạch 25 triệu đô la Mỹ để mua quần đảo Virgin.
- 1918 – Nội chiến Phần Lan: Diễn ra các trận chiến khốc liệt đầu tiên giữa Hồng vệ binh và Bạch vệ binh.
- 1933 – Các nhà lãnh đạo Cộng hòa Xô viết Trung Hoa là Mao Trạch Đông và Chu Đức, ra tuyên bố phản đối Nhật Bản xâm nhập Hoa Bắc, bảy tỏ đề nghị cùng các lực lượng khác cùng kháng Nhật một cách có điều kiện.
- 1945 – Chiến tranh thế giới thứ hai: Quân đội Liên Xô chiếm thành phố Warszawa của Ba Lan, song thành phố lúc này đã bị phá hủy gần như hoàn toàn.
- 1945 – Liên Xô bắt giữ nhà ngoại giao người Thụy Điển Raoul Wallenberg tại Hungary; sau đó ông chưa từng tái xuất hiện trước công chúng.
- 1946 – Hội đồng Bảo an Liên Hợp Quốc họp phiên đầu tiên.
- 1951 – Chiến tranh Đông Dương: Quân đội Nhân dân Việt Nam chịu thiệt hại nặng nề trong Trận Vĩnh Yên, và phải triệt thoái vào hôm sau.
- 1972 – Quốc kỳ Bangladesh được sử dụng chính thức.
- 1981 – Tổng thống Philippines Ferdinand Marcos gỡ bỏ thiết quân luật tại Philippines sau 8 năm 5 tháng.
- 1991 – Chiến tranh vùng Vịnh: Chiến dịch Bão táp Sa mạc của Liên quân Liên Hợp Quốc bắt đầu vào buổi sáng. Iraq trả đũa bằng cách bắn 8 Scud vào Israel.
- 1991 – Harald V trở thành quân chủ của Na Uy.
- 1992 – Trong một chuyến viếng thăm Hàn Quốc, Thủ tướng Nhật Bản Miyazawa Kiichi bày tỏ lời xin lỗi về việc quân lính Nhật ép buộc phụ nữ Triều Tiên làm nô lệ tình dục trong chiến tranh thế giới thứ hai.
- 1995 – Động đất lớn Hanshin với cường độ 7,3 theo thang độ lớn sửa đổi của Cơ quan Khí tượng Nhật Bản xảy ra gần thành phố Kobe (Nhật Bản), phá hủy toàn bộ thành phố, làm 6.433 người thiệt mạng.

## Sinh
- 1504 – Giáo hoàng Piô V (m. 1572)
- 1706 – Benjamin Franklin, nhà khoa học, chính khách người Mỹ (m. 1790)
- 1820 – Anne Brontë, tác gia và thi nhân người Anh (m. 1849)
- 1824 – Sơn Định Quận công Nguyễn Phúc Miên Cung, hoàng tử con vua Minh Mạng nhà Nguyễn (m. 1849)
- 1827 – Gustav Hermann von Alvensleben, tướng lĩnh Phổ (m. 1905)
- 1878 – Trần Kỳ Mỹ, nhà hoạt động chính trị người Trung Quốc, tức 15 tháng 12 năm Đinh Sửu (m. 1916)
- 1899 – Al Capone, tội phạm người Mỹ (m. 1947)
- 1911 – John S. McCain, Jr., đô đốc người Mỹ (m. 1981)
- 1911 – George Stigler, nhà kinh tế học người Mỹ, đoạt giải Nobel (m. 1991)
- 1914 – Kawamoto Taizo, cầu thủ bóng đá người Nhật Bản (m. 1985)
- 1922 – Betty White, diễn viên Mỹ
- 1924 – Nguyễn Đình Hòa, nhà ngôn ngữ học người Việt Nam-Mỹ (m. 2000)
- 1933 – Dalida, ca sĩ, diễn viên người Ai Cập-Pháp (m. 1987)
- 1938 – Đường Gia Triền, chính trị gia người Trung Quốc
- 1940 – Tabaré Vázquez, chính trị gia người Uruguay, tổng thống của Uruguay
- 1942 – Muhammad Ali, võ sĩ quyền Anh người Mỹ
- 1955 – Pietro Parolin, giám mục người Ý
- 1955  – Trương Quốc Lập, diễn viên, đạo diễn người Trung Quốc
- 1962 – Jim Carrey, diễn viên, diễn viên hài người Canada-Mỹ
- 1964 – Michelle Obama, luật sư và nhà hoạt động người Mỹ, phu nhân của Barack Obama
- 1968 – Sena Hideaki, dược sĩ va tiểu thuyết gia người Nhật Bản
- 1969 – Tiësto, DJ người Hà Lan
- 1972 – Hirai Ken, ca sĩ, người sáng tác bài hát người Nhật Bản
- 1973 – Cuauhtémoc Blanco, cầu thủ bóng đá người Mexico
- 1980 – Zooey Deschanel, ca sĩ, diễn viên người Mỹ
- 1981 – Ray J, ca sĩ, diễn viên người Mỹ
- 1983 – Álvaro Arbeloa, cầu thủ bóng đá người Tây Ban Nha
- 1984 – Calvin Harris, DJ, ca sĩ, nhà sản xuất người Anh Quốc
- 1985 – Kangin, ca sĩ, vũ công, diễn viên người Hàn Quốc (Super Junior)
- 2002 - Kim Samuel, ca sĩ, vũ công, rapper người Mỹ gốc Tây Ban Nha

## Mất
- 395 – Theodosius I, Hoàng đế La Mã (s. 347)
- 1468 – Skanderbeg, thủ lĩnh người Albania (s. 1405)
- 1598 – Fyodor I, sa hoàng của Nga, tức 7 tháng 1 theo lịch Julius (s. 1557)
- 1751 – Tomaso Albinoni, nhà soạn nhạc người Ý (s. 1671)
- 1833 – Friedrich Koenig, nhà phát minh người Đức (s. 1774)
- 1874 – Chang và Eng Bunker, cặp sinh đôi dính liền người Thái Lan (b. 1811)
- 1893 – Rutherford B. Hayes, tổng thống Hoa Kỳ thứ 19 (s. 1822)
- 1911 – Francis Galton, học giả, nhà nhân loại học, nhà địa lý học người Anh (s. 1822)
- 1927 – Juliette Gordon Low, người sáng lập Hội Nữ Hướng đạo Mỹ (s. 1860)
- 1960 – Vệ Lập Hoàng, tướng lĩnh người Trung Quốc (s. 1897)
- 1982 – Varlam Tikhonovich Shalamov, tác gia, thi nhân người Liên Xô (s. 1907)
- 1987 – Cố Chúc Đồng, tướng lĩnh người Trung Quốc (s. 1893)
- 1994 – Chung Il-kwon, tướng lĩnh và chính trị gia người Hàn Quốc, thủ tướng của Hàn Quốc (s. 1917)
- 1997 – Trần Dần, nhà thơ, nhà văn người Việt Nam (s. 1926)
- 1998 – Tạ Đình Đề, điệp viên người Việt Nam (s. 1917)
- 2002 – Camilo José Cela, tác gia người Tây Ban Nha, đoạt giải Nobel (s. 1916)
- 2005 – Triệu Tử Dương, Thủ tướng Trung Quốc (s. 1919)
- 2007 – Phaolô Maria Nguyễn Minh Nhật, giám mục người Việt Nam (s. 1926)
- 2008 – Bobby Fischer, đại kiện tướng cờ vua người Mỹ (s. 1943)
- 2010 – Erich Segal, tác gia và nhà biên kịch người Mỹ (s. 1937)
- 2013 - Trương Bảy, Chuẩn tướng Quân lực Việt Nam Cộng hòa (s. 1930)
- 2013 - Linh Quang Viên, Trung tướng Quân lực Việt Nam Cộng hòa (s. 1918)
- 2019 - Lê Ngọc Triển, Thiếu tướng, Quân lực Việt Nam Cộng hòa (s. 1927)

## Những ngày lễ và kỷ niệm
- Quốc khánh (Menorca,Tây Ban Nha)